# Monte Tom White
El monte Tom White (en inglés: Mount Tom White) es una prominente cumbre glaciarizada de 3411 m de altitud situada en las montañas Chugach, en el estado estadounidense de Alaska. El remoto pico está situado en el bosque nacional Chugach, a 116 km al noreste de la ciudad de Cordova y a 32 km al norte del glaciar Bering, el mayor glaciar de Norteamérica. La montaña se encuentra en la cuenca del río Copper y es el octavo pico más alto de las montañas Chugach.
Su relieve topográfico es significativo, ya que con una prominencia  de 2314 m es un pico ultraprominente —más de 1500 m de prominencia—, el 17.º más prominente de Alaska, el 30.º del país y el 52.º de todos los picos de Norteamérica.
La primera ascensión a la montaña fue realizada en 1973 por Story Clark, Chris Hall, Tom Kizzia, William Resor, Sarah Robey y Don White.

## Tom White

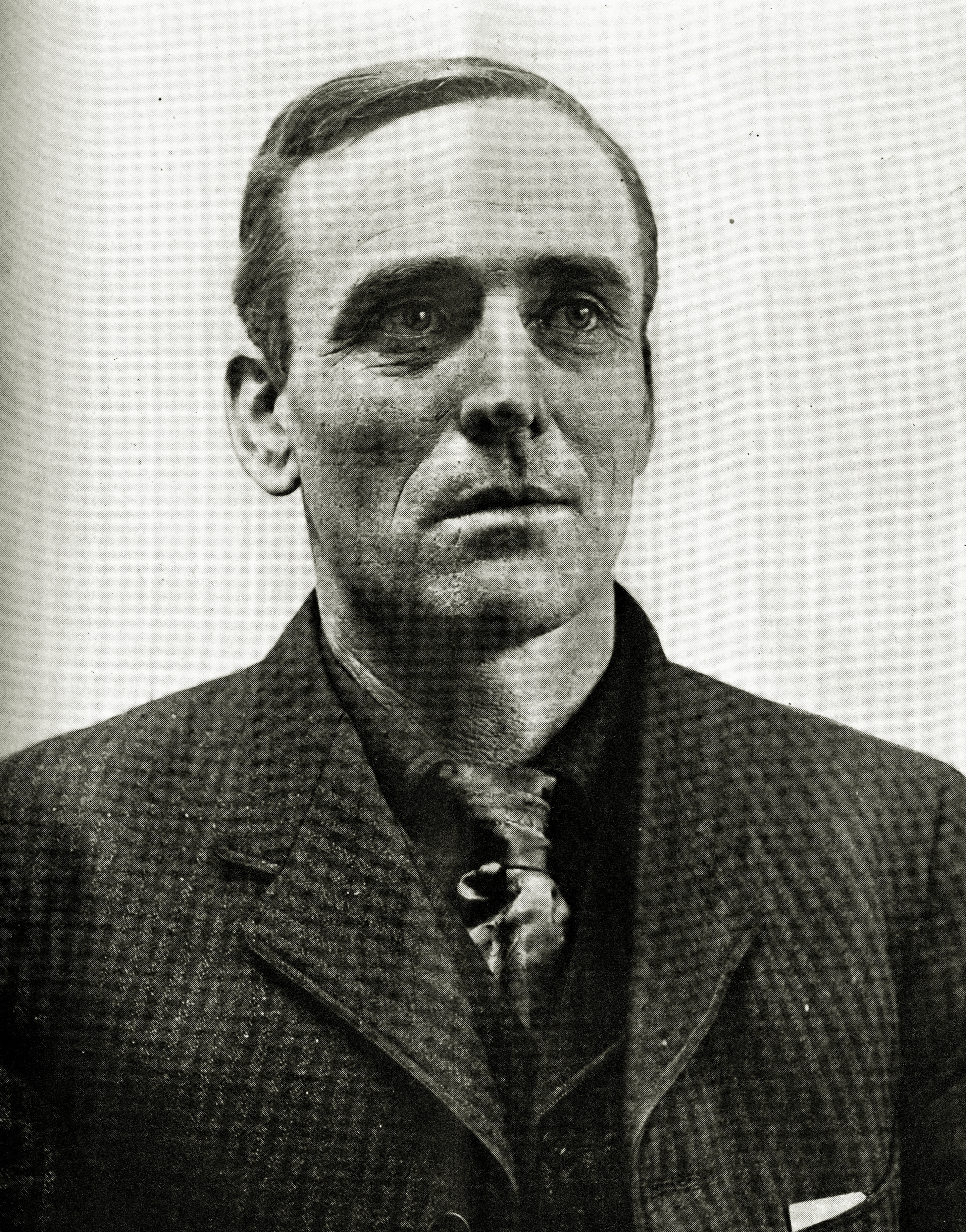
Tom White

El pico honra la memoria de Thomas George White, uno de los primeros pioneros del sureste del territorio de Alaska. Tom White fue por primera vez a Alaska como ayudante de campamento en la primera expedición del Geological Survey-National Geographic al monte San Elías, y regresó con la segunda expedición al San Elías en 1891. Tras el final de la segunda expedición, Tom se quedó en Alaska «para probar fortuna en la minería del oro». Conocido como el «perforador de la masa madre», se le atribuye el descubrimiento de la filtración de petróleo de Katalla en 1894, y la perforación del primer pozo de petróleo en Alaska en 1902. El nombre de la montaña fue adoptado oficialmente en 1950 por la Junta de Nombres Geográficos de Estados Unidos.

## Clima
Según la clasificación climática de Köppen, el monte Tom White se encuentra en una zona climática subártica, con inviernos largos, fríos y nevados y veranos frescos. Los vientos provenientes del golfo de Alaska son forzados hacia arriba por las montañas Chugach (elevación orográfica), causando fuertes precipitaciones en forma de lluvia y de nevadas. Las temperaturas pueden descender por debajo de los –20 °C con factores de sensación térmica por debajo de los –30 °C. Este clima sustenta el glaciar Miles, al oeste, el glaciar Martin River, al sur, el glaciar Fan, al norte, y el campo de hielo Bagley al este. Los meses de mayo a junio ofrecen el clima más favorable para la observación y la escalada.